# Vasila Taftă
Vasile Taftă (n. 4 mai 1929, Vrâncioaia, Vrancea) este un zootehnist și profesor universitar român, recunoscut pentru contribuțiile sale în creșterea și ameliorarea ovinelor și caprinelor. A publicat 302 lucrări științifice, inclusiv tratatele „Tehnologia creșterii și exploatării ovinelor” (1973) și „Genetica și ameliorarea ovinelor” (1977). A fost profesor la Facultatea de Zootehnie, Institutul Agronomic București (1990–1999), și membru de onoare al ASAS (2003).

## Biografie
Copilărie și educație  
Vasile Taftă s-a născut la 4 mai 1929 în Vrâncioaia, județul Vrancea, în familia preotului Nicolae și a Ioanei Taftă. A urmat școala primară în satul natal și Liceul „Unirea” din Focșani, absolvind în 1948. În 1952, a obținut diploma de inginer zootehnist la Facultatea de Zootehnie, Institutul Agronomic București, clasându-se printre fruntașii generației. În 1974, a obținut titlul de doctor cu teza elaborată sub îndrumarea profesorului Th. Nica, susținută în fața unei comisii formate din Gh. Băia, D. Conțescu, Al. Furtunescu, Augustin Pop și Sava Timariu. 
Carieră profesională  
În 1952, a fost numit asistent la Institutul de Cercetări Zootehnice (ICZ), Laboratorul de Ovine, sub conducerea lui Constantin Ștefanescu. În 1954, a devenit șef de lucrări la același laborator, activând până în 1962. Între 1962 și 1966, a lucrat ca zootehnist în cooperative agricole de producție. În 1966, a ocupat postul de șef de lucrări la disciplina „Ovine și Caprine” din Facultatea de Zootehnie, Institutul Agronomic București, devenind conferențiar în același an și profesor în 1990, până la pensionarea din 1999. 

## Activitate științifică
Vasile Taftă a publicat 302 lucrări, incluzând tratate, monografii, cursuri, lucrări de cercetare și articole de popularizare, abordând toate aspectele creșterii ovinelor și caprinelor. Aproximativ 50% dintre publicații sunt semnate ca unic autor, iar 24 de lucrări au fost publicate integral în 10 țări. A contribuit la modernizarea tehnologiilor de creștere, fiind recunoscut internațional prin recenzii în reviste precum „Animal Breeding Abstracts” și „Landwirtschaft Zentral Tierzucht”. 
Studii asupra raselor de ovine și caprine  
A cercetat rase autohtone și străine, publicând lucrări precum „Însușirile morfo-productive ale tipului perfecționat de Țigaie de Rușețu” (1959), „Cercetări asupra ovinelor Țurcane de Vâlcea” (1973) și „Rezultate în formarea Merinosului de munte” (1995). A stabilit arealele optime de creștere și a evidențiat potențialul productiv al raselor Awassi și Karakul. 
Producția de lapte, lână și carne  
A studiat producția de lapte, lână și carne, publicând „Contribuții la cunoașterea producției de lapte a oilor Țigaie ruginie” (1957), „Cercetări privind legătura dintre structura pielii și creșterea lânii” (1960) și „Rezultate comparative privind îngrășarea intensivă a tineretului ovin” (1979). A îmbunătățit metodele de determinare a producției de lapte și a analizat modificările fibrelor de lână prin încrucișări. 
Tehnologii de creștere și reproducție  
A dezvoltat tehnologii intensive, publicând „Rezultate privind intensivizarea reproducției la ovine” (1973), „Dezvoltarea creșterii ovinelor în zona montană” (1993) și „Pregătirea oilor gestante pentru fătare” (1995). A propus metode pentru obținerea a trei fătări în doi ani și a optimizat sistemele de îngrășare industrială. 
Ameliorarea ovinelor și caprinelor  
A contribuit la ameliorarea genetică, publicând „Cercetări asupra metișilor Merinos x Țurcana albă” (1954), „Rezultate privind obținerea unui nou tip de oaie cu lână fină în zona Bârsa” (1972) și „Tehnica ameliorării ovinelor pentru producția de carne” (1987). A creat varianta „Merinos de munte” în zona Brașov, cu un efectiv de 20.000 de capete. 

## Activitate didactică
Vasile Taftă a predat disciplina „Ovine și Caprine” timp de peste trei decenii la Institutul Agronomic București, elaborând cursuri, manuale și îndrumătoare, precum „Curs de Ovine-Caprine” (1974) și „Îndrumător pentru lucrări practice la ovine” (1967). A îndrumat 19 doctoranzi, contribuind la formarea specialiștilor în zootehnie. A fost distins pentru calitățile didactice prin multiple diplome de onoare. 

## Activitate managerială
Vasile Taftă a ocupat funcții de conducere:
- Șef de lucrări la Laboratorul de Ovine, ICZ (1954–1962).
- Membru al Comisiei Naționale de Montanologie.
- Membru permanent al rețelei FAO pentru ovine și caprine.
- Secretar al Simpozionului Internațional privind produsele mediteraneene de origine animală, Spania. [1]

## Lucrări
Vasile Taftă a publicat 302 lucrări, dintre care 16 sunt tratate, monografii și cursuri. Dintre lucrările reprezentative:
- „Cercetări asupra metișilor Fl Merinos x Țurcană albă” (cu C. Ștefanescu), Analele ICZ, 1954
- „Modalități de intensivizare a funcțiilor de reproducție la caprine”, Revista de zootehnie și medicină veterinară, 1955
- „Contribuții la cunoașterea liniilor de Karakul negru” (cu C. Ștefanescu, S. Nicoliciu), Probleme de zootehnie și medicină veterinară, 1956
- „Organizarea fătărilor la oi și a creșterii mieilor”, Probleme de zootehnie și medicină veterinară, 1957
- „Rezultate privind îmbunătățirea oilor Țurcane albe” (cu G. Bria, E. Paicu), Analele ICZ, 1957
- „Rezultate privind încrucișarea oilor Țurcane albe cu berbeci Karakul” (cu C. Ștefanescu), Analele ICZ, 1958
- „Influența vârstei reproducțiilor asupra calității pielicelelor” (cu C. Ștefanescu, S. Nicoliciu), Analele ICZ, 1968
- „Rezultate privind intensificarea reproducției la ovine”, Revista Zootehnie și creșterea animalelor, 1970
- „Creșterea și ameliorarea oilor Karakul și a metișilor”, Red. Revistelor Agricole, 1972
- „Tehnologia creșterii și exploatării ovinelor” (cu M. Mochnacs, V. Pîrvulescu), Editura Ceres, 1973
- „Influența calității laptelui asupra creșterii mieilor” (cu V. Sîrbulescu), Lucrări Științifice IANB, 1973
- „Curs de Ovine-Caprine”, Litografie AMD, IANB București, 1974
- „Creșterea Caprelor”, Editura Agrosilvică, 1975
- „Zootehnia României” (colectiv, sub conducerea lui V. Gligor), Editura Academiei RSR, 1975
- „Genetica și ameliorarea ovinelor” (cu M. Mochnacs, I. Vintilă), Editura Ceres, 1977
- „Producția, ameliorarea și reproducția ovinelor”, Editura Ceres, 1977
- „Estimarea parametrilor genetici la ovinele Karakul” (cu S. Bosănceanu), Lucrări Științifice IANB, 1977
- „Cercetări asupra potențialului productiv al rasei Awassi”, Lucrări Științifice IANB, 1978
- „Rezultate comparative privind îngrășarea intensivă a tineretului ovin”, Lucrări Științifice Palas, 1979
- „Contribuții la cunoașterea aptitudinilor productive ale ovinelor Corriedalle” (cu C. Durbacă), Lucrări Științifice IANB, 1981
- „Creșterea și exploatarea intensivă a ovinelor”, Editura Ceres, 1983
- „Hrănirea rațională a ovinelor în condiții semiintensive”, Revista de zootehnie și medicină veterinară, 1988
- „Activitatea pastorală la români”, Simpozion SECO Cristiano, Sibiu, 1993
- „Rezultate privind încrucișarea Saanen x Capra Carpatină” (cu V. Rău), Lucrări Științifice Zootehnice, 1993
- „Optimizarea creșterii mieilor în perioada de alăptare”, Revista de zootehnie și medicină veterinară, 1993
- „Tehnologia sporirii producției de lapte la caprine”, Revista de zootehnie și medicină veterinară, 1994
- „Rezultate în formarea Merinosului de munte”, Aniversarea a 125 ani, Universitatea Agronomică, Cluj, 1994
- „Modificările structurii fibrilare a lânii Țigaie ruginie prin încrucișare cu Awassi”, Lucrări Științifice IANB, 1995
- „Creșterea ovinelor și caprinelor”, Editura Fundația Fermierul, 1996
- „Efectul împerecherii asupra culorilor la ovine Karakul” (cu I. Frătiță, M. Marian), Lucrări Științifice USAMV București, 1997
- „Contribuția ecologiei la dezvoltarea agrozootehnică”, Revista Agricultura României, 1998
- „Tehnica de evaluare a performanțelor productive la ovine”, Editura Ceres, 1998
- „Influența nutriției caprelor asupra producției de lapte” (cu C. Neacșu), Revista de zootehnie și medicină veterinară, 1998
- „Tehnologii de sporire a producției de carne la ovine”, Revista de zootehnie și medicină veterinară, 2000
- „Laptele și produsele lactate”, Revista Agricultura României, 2000
- „Selection improvement of milk production at Karakul sheep” (cu A. Sonea, Et. Filoti), Simpozion Internațional FEZ-FAO, Turcia, 2001

## Premii și distincții
- Premiul „Ion Ionescu de la Brad” al Academiei Române (1980, cu Ion Vintilă și Mihai Mochnacs)
- Diploma de excelență, Universitatea Bioterra București
- Diploma de onoare, Facultatea de Zootehnie, Universitatea Agronomică Iași
- Diploma de onoare, Institutul de Cercetare și Dezvoltare pentru Ovine și Caprine, Palas-Constanța (1987)
- Diploma de onoare, Revista „Fermierul”
- Membru de onoare al ASAS (2003)

## Afilieri
- Membru al Comisiei Naționale de Montanologie
- Membru permanent al rețelei FAO pentru ovine și caprine
- Secretar al Simpozionului Internațional privind produsele mediteraneene de origine animală, Spania
- Colaborator al Laboratoire de Recherches sur la Viande, Centrul Național de Cercetări Zootehnice, Franța
- Membru în Dicționarul Specialiștilor în Știința și Tehnica Românească (1999)